# Nomeny
Nomeny is een gemeente in het Franse departement Meurthe-et-Moselle in de regio Grand Est en maakt deel uit van het arrondissement Nancy. De gemeente telde 1.139 inwoners op 1 januari 2022.

## Geschiedenis
Nomeny was de hoofdplaats van het gelijknamige kanton tot het op 22 maart 2015 werd opgeheven de gemeenten ervan opgenomen werden in het op die dag gevormde kanton Entre Seille et Meurthe.

## Geografie
De oppervlakte van Nomeny bedraagt 17,79 vierkante kilometer; Op 1 januari 2022 was de bevolkingsdichtheid 64 inwoners per km².

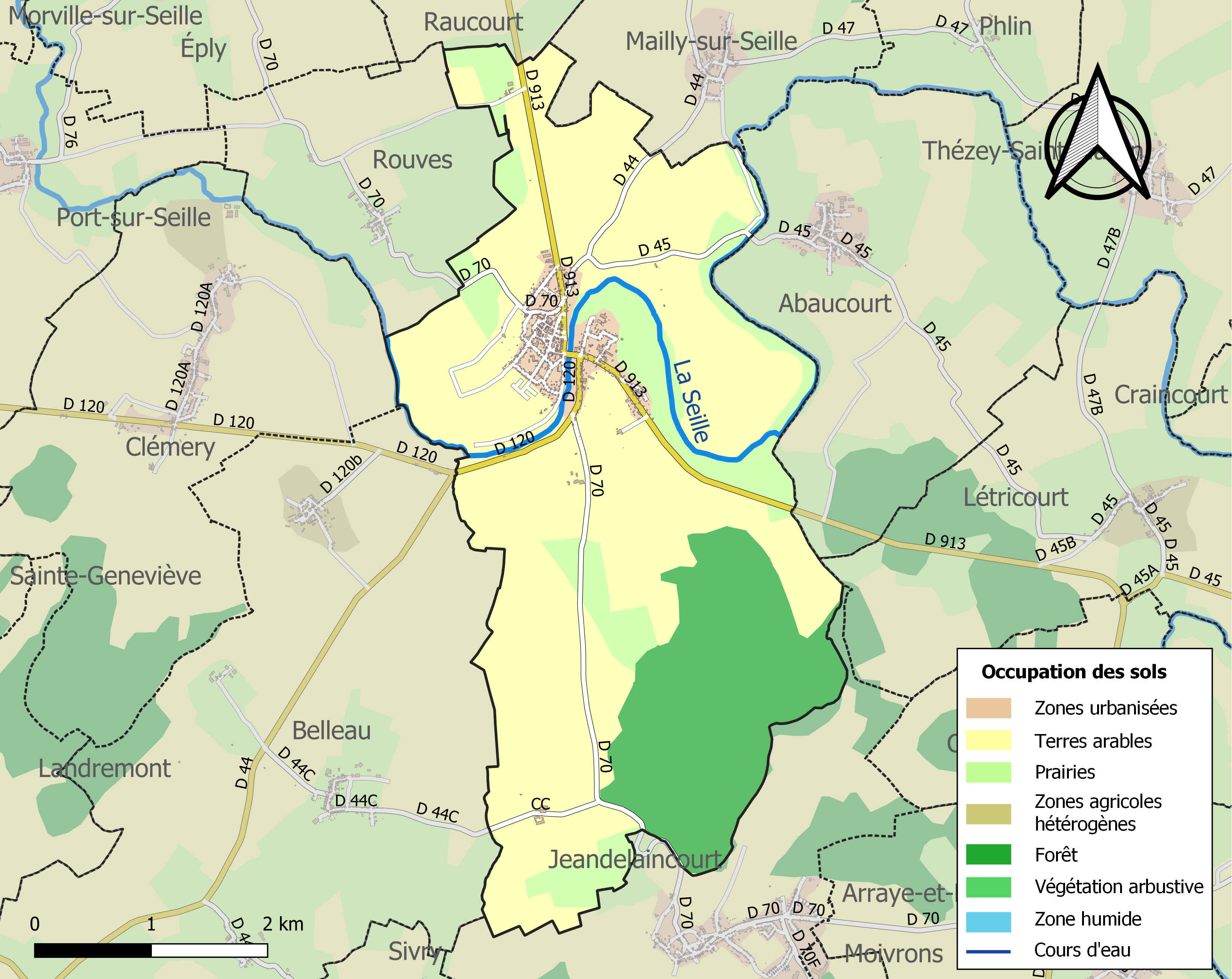
Kaart van de gemeente met de belangrijkste infrastructuur, bodemgebruik en omliggende gemeenten

## Demografie
Onderstaande figuur toont het verloop van het inwonertal.
Abaucourt · Armaucourt · Arraye-et-Han · Autreville-sur-Moselle · Belleau · Belleville · Bey-sur-Seille · Bezaumont · Bouxières-aux-Dames · Bratte · Brin-sur-Seille · Chenicourt · Clémery · Custines · Dieulouard · Éply · Faulx · Jeandelaincourt · Landremont · Lanfroicourt · Lay-Saint-Christophe · Létricourt · Leyr · Mailly-sur-Seille · Malleloy · Millery · Moivrons · Montenoy · Morville-sur-Seille · Nomeny · Phlin · Port-sur-Seille · Raucourt · Rouves · Sainte-Geneviève · Sivry · Thézey-Saint-Martin · Ville-au-Val · Villers-lès-Moivrons